# ترتيب الكلمات
 ترتيب الكلمات أو نُسق الكلمات أو رتبة الكلمات (بالإنجليزية: word order)‏ هو فرع من التصنيف النمطي اللساني والذي يصنف اللغات وفقا للترتيب الذي تظهر فيه الكلمات داخل الجمل.
ان امكانية تطبيق التصنيفات النحوية تختلف حسب اللغات والتي يمكن أن يكن فيها ترتيب الكلمات صارما أو لا: فالبعض منها يكون الترتيب محترما، في حين تسمح لغات أخرى بحرية التبديل.
ان أكثر التصنيفات النحوية شيوعا والتي طورها غرينبرغ جوزيف تأخذ بعين الاعتبار ترتيب كل من الفعل المتعدي وطرفيه الاثنين، الفاعل والمفعول. ولكن توجد تصنيفات أخرى.